# Azua (stad)
Azua is een gemeente en de hoofdstad van de gelijknamige provincie in de Dominicaanse Republiek. Het is een echt provinciestadje met bos in het noorden en landbouwgebied in het zuiden. Het is er warm en droog. Resten van de koloniale stad bevinden zich op de oude locatie van de stad, nu de aangrenzende gemeente Pueblo Viejo. Azua heeft een eigen vliegveld en op vijf kilometer afstand een haven in de baai van Ocoa. De gemeente heeft bijna 94.000 inwoners en er bevindt zich een beschermd natuurgebied: Wetlands van Puerto Viejo (Manglares de Puerto Viejo), 11 km², IUCN-categorie IV, Biotoop.
27,3% van de oppervlakte van de gemeente Azua wordt gebruikt voor exploitatie van landbouw en veeteelt. Boeren leven er onder slechte omstandigheden. Door de primitieve technieken levert hun werk nauwelijks voldoende op om te overleven. Het grootste deel van de oppervlakte is in handen van grotere bedrijven die wel gebruikmaken van moderne technologie.
De gemeente Azua heeft voordeel van het plaatsen van agrarisch-industriële bedrijven die beschermd worden door wet 409. Dit bevordert de ontwikkeling van de financiële sector. Ongeveer 70% van de beroepsbevolking werkt, waarvan ongeveer 20% in de publieke sector.

## Bestuurlijke indeling
De gemeente bestaat uit negen gemeentedistricten (distrito municipal):
Azua, Barreras, Barro Arriba, Clavellina, Doña Emma Balaguer Viuda Vallejo, Las Barías-La Estancia, Las Lomas, Los Jovillos en Puerto Viejo.

## Geboren
- Manuel Altagracia Cáceres (1838-1878), president van de Dominicaanse Republiek
- Carlos Santa (1978), atleet

- Library of Congress Control Number: n83013255
- National Archives and Records Administration: 10037387
- Nationale Bibliotheek van Israël: 987007564399705171
- Virtual International Authority File: 147779972

Azua · Bajos de Haina · Baní · Barahona · Boca Chica · Bonao · Comendador · Cotuí · Dajabón · El Seibo · Hato Mayor · Higüey · Jimaní · La Romana · La Vega · Los Alcarrizos · Mao · Moca · Monte Cristi · Monte Plata · Nagua · Neiba · Pedernales · Puerto Plata · Sabaneta · Salcedo · Samaná · San Cristóbal · San Francisco de Macorís · San José de Ocoa · San Juan · San Pedro de Macorís · Santiago · Santo Domingo de Guzmán · Santo Domingo Este · Santo Domingo Norte · Santo Domingo Oeste